# 索科利夫卡 (科澤列齊區)
51°9′27″N 30°54′20″E / 51.15750°N 30.90556°E
索科利夫卡（烏克蘭語：Соколівка），是烏克蘭北部的村莊，隸屬切爾尼希夫州的切爾尼希夫區。該村始建於1690年，面積1.82平方公里，海拔高度111米，2001年人口281，人口密度每平方公里154.7人。